# Thalassoma lutescens
Thalassoma lutescens е вид лъчеперка от семейство Labridae.

## Разпространение
Видът е разпространен в Австралия, Американска Самоа, Вануату, Виетнам, Гуам, Йемен, Индия, Индонезия, Кирибати, Китай, Кокосови острови, Малки далечни острови на САЩ, Маршалови острови, Мианмар, Микронезия, Науру, Ниуе, Нова Зеландия, Нова Каледония, Оман, Остров Норфолк, Остров Рождество, Острови Кук, Палау, Папуа Нова Гвинея, Питкерн, Провинции в КНР, Самоа, САЩ, Северни Мариански острови, Сейшели, Соломонови острови, Сомалия, Тайван, Тайланд, Токелау, Тонга, Тувалу, Уолис и Футуна, Фиджи, Филипини, Френска Полинезия, Шри Ланка и Япония.